# Don Cornelius
Donald Cortez "Don" Cornelius (Chicago, Illinois, 1936. szeptember 27. – Sherman Oaks, Kalifornia, 2012. február 1.) amerikai televíziós műsorvezető, producer, az amerikai Soul Train nevű zenei műsor alkotója. A showt Cornelius 1971 és 1993 között vezette, majd eladta a showt 2008-ban a MadVision Entertainmentnek.

## A kezdetek, pályafutása
Cornelius 1936. szeptember 27-én született a Chicagoi South-sideban. Bronzeville környékén nőtt fel, majd 1954-ben diplomázott a DuSable High Scoolban, majd csatlakozott az Egyesült Államok tengerészgyalogságához. Koreában 18 hónapot töltött, és különféle munkakörökben dolgozott a hadseregben. 1966-ban újságíróként és lemezlovasként kezdett el dolgozni a Chicago WVON rádióállomáson.
Cornelius 1967-ben csatlakozott a Chicagoi WCIU-TV televízióállomáshoz, ahol hiradósként kezdett el dolgozni, majd 1970-ben elindította a Soul Train nevű zenei műsort, mint napi helyi show műsort. A következő évben a műsor Los Angelesből jelentkezett. Az első epizódokban Eddie Kendricks, Gladys Knight, Pips, Bobby Hutton és a Honey Cone szerepelt.
Cornelius újságíróként már felismerte, hogy a 60-as évek végén nem volt televíziós műsor az Egyesült Államokban a soul zene és a fekete zene számára. A műsorban számos afrikai-amerikai származású zenész bemutatkozott, és egyre szélesebb körben terjedt el, mind a műsor, mind az előadó nagyobb népszerűséget kapott. A műsorban olyan hírességek léptek fel, mint James Brown, Aretha Franklin, Michael Jackson. A műsorban való részvételük nagyban segítette karrierjüket, egy-egy új dal bemutatásában, illetve lehetőséget teremtett a tehetséges táncosok számára is.
A Soul Train hatalmas lendületet hozott Don számára, Martin Luther King halála után. A 70-es és 80-as évek lendülete meghozta a sikert a műsor számára, és joggal érezhették az afroamerikaiak saját műsoruknak a Soul Traint, mivel ilyen, és ehhez hasonló korábban nem volt látható a tv-ben. A műsor kultúrát teremtett, nemcsak a feketék számára, hanem a fehér közönség is sikeresnek könyvelte el. Vonzereje folyamatosan nőtt. Abban az időben ez volt a legizgalmasabb televíziós műsor.
Cornelius jellegzetes mély hangja és afro frizurája összenőtt a műsorral, azonban az évek során természetesen stílusa is megváltozott. Cornelius 1988-ban szerepelt mint Moe Fuzz a Taplófejek című filmben. Utoljára a Full Force című sorozatban láthatták a nézők, mely halála előtt két nappal sugárzott a televízió.

## Letartóztatása
2008. október 17-én Corneliust letartóztatták Los Angelesi otthonában, egy háborús bűncselekmény miatt, de felmentették. Cornelius 2008. november 14-én jelent meg a bíróságon, és azzal vádolták, hogy bántotta feleségét az orosz modell Victoria Avila Corneliust (Viktoria Chapman). Végül 2009. március 19-én felmentették, és 36 hónapos próbaidőre bocsátották.

## Halála
2012. február 1-én a kora reggeli órákban a rendőrök holtan találták Corneliust Mulholland Drive-i otthonában. Látszólag öngyilkos lett, lőtt sebbel a fején. A Cedars-Sinai Medical Centerbe szállították, de nem tudtak rajta segíteni. Shemar Moore szerint Cornelius valószínűleg a Demencia és az Alzheimer-kór korai státuszában szenvedett, és ez vezetett halálához.
A boncolás szerint Cornelius görcsrohamokban szenvedett élete utolsó 15 évében, mely egy 1982-ben elvégzett műtét során léphetett fel, egy veleszületett agyi artéria deformitásának műtéte közben. Elismerte, hogy ezután már nem volt ugyanolyan, mint korábban. El is határozta, hogy 1993-ban nyugdíjba vonul, és elhagyja a Soul Train című műsorát is. Fia szerint halála előtt több fájdalma is volt, és nyilatkozata szerint azt mondta: "Nem tudom, mennyi ideig fogom még bírni"